# Барабинская низменность

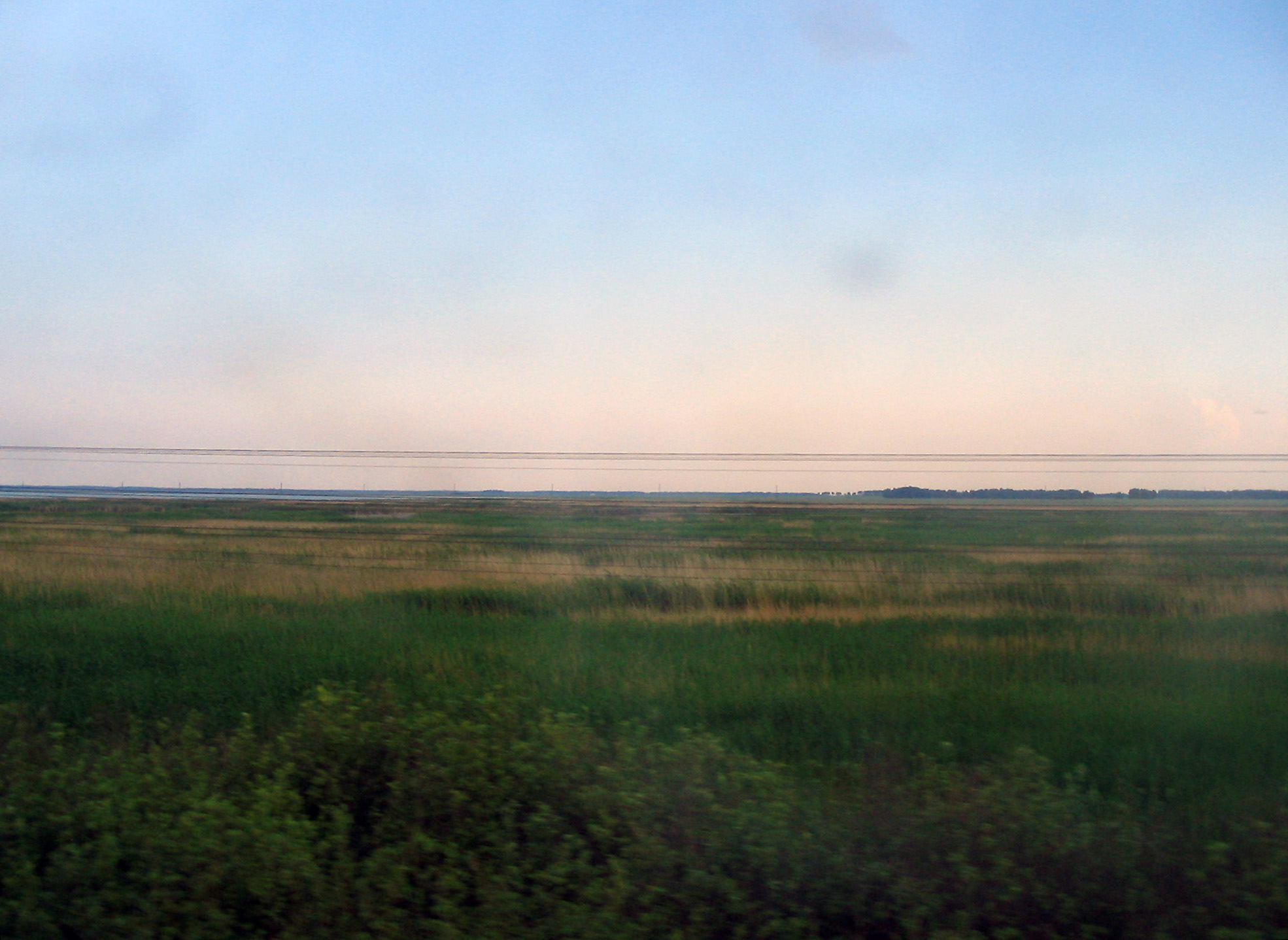
В Барабинской степи

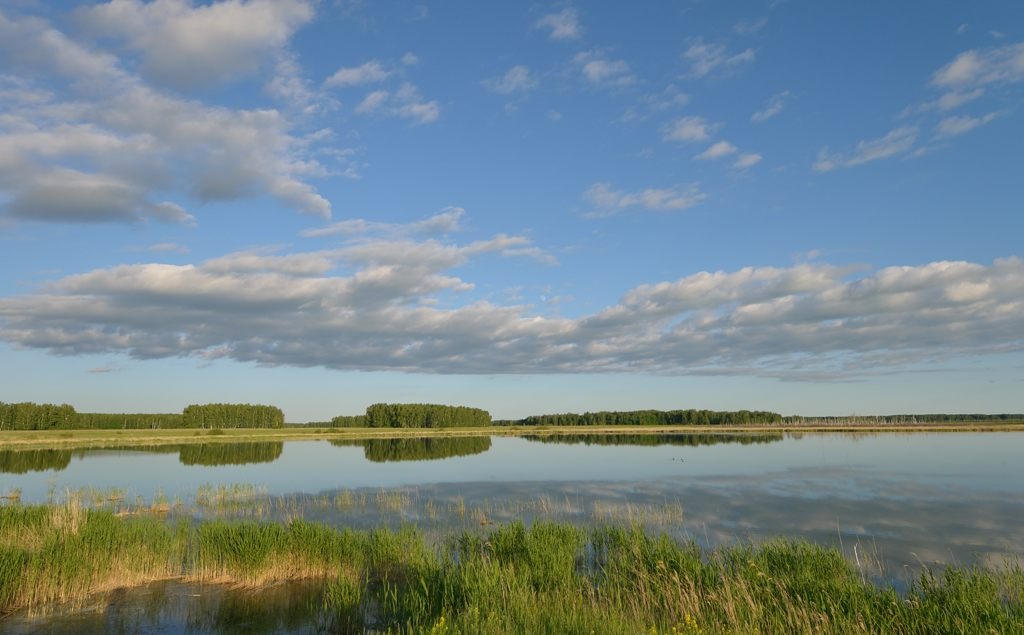

Бара́бинская ни́зменность (Бара́бинская степь, Бара́ба) — равнина лесостепная в южной части Западной Сибири. Простирается от междуречья Иртыша и Оби до Кулундинской равнины (на юге), в пределах Омской и, в основном, Новосибирской областей.

## Физико-географическая характеристика
Барабинская низменность представляет собой волнистую равнину высотой 100—150 м площадью около 117 тыс. км²; в южной части встречаются параллельные повышения — Западно-Сибирские гряды, которые часто называют гривы.
Из-за расположения почти в центре России климат резко континентальный.
Берёзовые колки перемежаются с болотами и лугово-степной растительностью. В понижениях более 2000 пресных и солёных озёр (Чаны, Убинское, Сартлан, Тандово и др.), займища, сфагновые болота и солончаковые луга.

## Хозяйственное значение
Этот степной район Западной Сибири является важнейшим для развития в данном регионе земледелия, молочного животноводства и маслоделия. С целью повышения эффективности работ в представленных направлениях распахиваются огромные площади земель и активно ведутся мелиоративные работы по улучшению луговых угодий и осушению болот.

### История мелиоративного обустройства Барабинской степи с конца XIX по XXI век
К 1890 году Западную Сибирь пересекла Транссибирская железнодорожная магистраль, которая, прошла почти по центру Барабы, разделив её на две части: северную и южную. Для функционирования магистрали было крайне необходимо заселить прилегающие к железной дороге территории и создать условия для производственной деятельности человека.
В конце XIX столетия зона прохождения Транссибирской магистрали возглавила список важнейших объектов мелиоративного обустройства в России. Работы по освоению Барабы были начаты в 1895 году с решения проблемы питьевого водоснабжения путём строительства прудов, водоёмов, колодцев. В 1896 году приступили к осушению заболоченных земель и к 1903 г. была закончена канализация центральной части Барабы на площади 1,4 млн га. Всего за 1895—1908 годы было проложено 1823 км магистральных и боковых каналов. Одновременно отрабатывались технологии окультуривания осушаемых земель. Из-за отсутствия мелиоративной техники землекопы, завезённые в основном из Могилёвской губернии, работали полностью вручную, в условиях тяжёлого климата, при постоянных нашествиях гнуса.
И всё же уже к 1899 году было подготовлено для заселения 496,5 тыс. га земель. Были «созданы» хорошие луга и пастбища. Усилился приток крестьян-переселенцев, они быстро осваивали подготовленные земли. Натуральные хозяйства постепенно превращались в товарные, а барабинское масло вышло на мировой рынок — на долю здешних хозяйств в 1913 году приходилось около 12 % мирового экспорта масла. Колоссальные затраты на мелиорацию окупились с лихвой: уже в 1909 году только прибыль от продажи сибирского (барабинского) масла принесла казне 47 млн золотых рублей. Осушительные каналы, проложенные в конце XIX начале XX вв., получили от благодарного населения название каналов Жилинского. Экономическая эффективность «каналов Жилинского» и конкурентоспособность сибирской земли были доказаны самой жизнью.
После 1991 года мелиорация земель в Барабе практически прекратилась. Разрушаются и гибнут мелиоративные системы, ничто не препятствует развитию процессов вторичного заболачивания и подтопления земель, сокращению фонда мелиорируемых земель и снижению их продуктивности, наступлению болот на леса и сельхозугодья.

## Флора и фауна
Состав лесостепных трав этой низменности очень богат. На некоторых не распаханных людьми участках есть даже ковыль. Весной, даже ближе к лету среди трав появляются ярко-жёлтые одуванчики и адонисы. Встречаются летом и колокольчики, белеют распустившиеся цветки клубники, ветреницы и так далее.
Цветам Барабинской степи не уступают в разнообразии окраса жуки и бабочки. В траве можно встретить ежа обыкновенного, которого лет 20 назад здесь не было. Среди колков водятся косули, которые распространены практически по всей территории Барабы. Обитают в этих местах степные лисы и суслики.